# Blazer Drive
Blazer Drive (ブレイザードライブ?, Bureizā Doraibu) è un manga giapponese pubblicato da SEGA, sulla rivista Monthly Shōnen Rival e creato da Seishi Kishimoto. Il manga è stato pubblicato su rivista a cadenza mensile da marzo 2008 a dicembre 2010, ed è composto in totale di nove tankōbon, l'ultimo dei quali è uscito in Giappone per il 4 marzo 2011.
In Italia è uno dei primi titoli pubblicati dalla neonata casa editrice GP Publishing, che ha distribuito sul mercato i primi 5 volumi da settembre 2009 a maggio 2010 con cadenza bimestrale. Dopo cinque mesi di pausa, la pubblicazione è ripresa a fine ottobre con il volume 6 ed è proseguita a cadenza quadrimestrale fino al 9º e ultimo volume a settembre 2011. Su Anteprima numero 315, Panini Comics ha annunciato la riedizione a partire dall'11 gennaio 2018.

## Trama
Il mondo è sull'orlo della crisi ambientale e climatica a causa del surriscaldamento del pianeta, quindi Tokyo viene usata come città-cavia per sviluppare una nuova "tecnologia" ovvero i Mystickers, adesivi che sono in grado di produrre vari tipi di energia (come fuoco, vento, acqua, ecc.) e vengono usati per svolgere le più normali attività della vita quotidiana, come cucinare, viaggiare, comunicare e hanno addirittura dato il via ad una nuova forma di combattimento.
Naturalmente le ricerche e gli esperimenti su questi fantastici adesivi sono in continuo sviluppo, tanto che si è ufficialmente scoperto che i Mystickers applicati direttamente sul corpo possono provocare gravissimi danni, ma nonostante ciò si vocifera di persone che sono in grado di controllare i poteri dei Mystickers applicandoli su sé stessi, denominati Blazers.
Da qui inizia la storia di Daichi, un ragazzo che utilizza i Mysticker come armi nei combattimenti con lo scopo di difendere i suoi amici.

## Personaggi
- Daichi è un ragazzo del team Grande Cielo di Tokyo ed è convinto di esserne il capo. Daichi ha la fissazione di dover sempre apparire "figo" davanti agli altri, scattandosi sempre fotografie in pose diverse; è un vero narcisista, ma non esita un secondo quando si tratta di dover aiutare un amico, anche se a volte la sua impulsività lo danneggia. Quando era piccolo perse i genitori per un incidente stradale, così gli è rimasto solo il fratello maggiore, Ginga. Dopo la sparizione del fratello Daichi decide di partire alla sua ricerca insieme ad un vecchio amico di Ginga, Kuroki. Eredita dal fratello il Mysticker God Stand (Kandachi) che gli permette di lanciare attacchi elettrici senza limiti. In seguito otterrà anche il Mysticker Tamamayu che crea un guanto che produce fili indistruttibili nei quali convoglia la sua elettricità.
- Misora è il capo del team Grande Cielo ed è amica di Daichi da molto tempo. È una ragazza molto acuta ed ha grandi doti di intelligenza. Scopre cosa è successo a Daichi e a suo fratello e decide di seguire l'amico e di accompagnarlo nel suo viaggio. Il capo della sezione del III distretto vede qualcosa in lei, e alla fine scopre di avere le qualità per diventare una blazer. In seguito impara ad usare i suoi poteri e combatterà utilizzando il Mysticker Tengoku, un libro magico dai poteri di copia.
- Ginga oltre ad essere il fratello maggiore di Daichi è un blazer molto abile. Viene fatto sparire dal blazer Nanba, che fa parte di una misteriosa organizzazione che cerca di catturare Daichi perché nasconde un grande e misterioso potere.
- Kuroki è un vecchio amico di Ginga, fa la sua apparizione dopo la sua scomparsa. Kuroki è un Guardian della sezione del III distretto, e accoglie Daichi nell'organizzazione. Ha un misterioso passato come Ginga e sembra essere un blazer esperto oltre che molto temuto. Il suo punto debole è la fobia per i cani, da cui è terrorizzato. Il suo Mysticker è Necromancer, un enorme spadone nero che divora le anime malvagie.
- Shiro è il cane di Daichi. Quando era un cucciolo, venne salvato proprio dal ragazzo da una banda che lo stava maltrattando, e da quel momento sono sempre stati amici inseparabili. Quando Daichi parte, deve lasciare Shiro in affidamento al team Grande Cielo. È un cane molto dolce, anche se Kuroki ne è terrorizzato.
- Melon è il Caposezione del III distretto. È una sadica, infatti lo dimostrano le torture su Daichi e Kuroki, e il suo abbigliamento. Con un solo sguardo riesce ad individuare il potere spirituale delle persone e a riconoscere se possono essere o no dei blazer. Nonostante la sua cattiveria nel punire i propri Guardians, Melon dimostra di tenere a tutti i membri della sua organizzazione. Anche se non è una blazer, è molto abile anche in battaglia.
- Shiroh è un Guardian della sezione del XI distretto. Fa la sua apparizione nella prima missione di Daichi da quando è entrato nella sezione del III distretto. Si sfidano subito per un malinteso e si nota immediatamente che Shiroh è molto più esperto di Daichi in battaglia, anche se capisce subito che Daichi nasconde uno strano potere. La sua compagna di missioni è Tamaki, insieme ad uno strano animale, Pettan. Sembra esserci tensione e antipatia fra Daichi e Shiro, anche perché quest'ultimo si sente più forte, e quindi, superiore rispetto al primo, che però lo prende in giro visto che ha lo stesso nome del suo cane. Ma alla fine si uniscono insieme per battere Beast, formando una coppia che sembra imbattibile, e da quel momento i due diventano ufficialmente rivali. Usa il Mysticker Valiant che trasforma il suo braccio in una specie di braccio metallico, potenziato da un normale Mysticker di fuoco. In seguito ottiene anche Testarossa con il quale materializza una spada infuocata.
- Tamaki è una Guardian della sezione XI insieme a Shiro e al piccolo animaletto Pettan. È una ragazza molto simpatica e intelligente. Conosce molte cose riguardo ai Mysticker, ed è anche brava nei combattimenti. Usa il Mysticker Aphrodite, con il quale attacca creando rose.
- Tenjiku è un porcospino parlante oltre che un Guardian della sezione II. La sua tecnica letale sono le scorregge e Daichi ne sa qualcosa. Il suo punto debole sono le ragazze, infatti non riesce a colpirle, e soprattutto è un vero pervertito, perché vorrebbe saltare addosso a tutte loro. Al contrario delle apparenze, è un blazer molto dotato, infatti si rivela molto forte in battaglia e molto esperto, dato che è proprio lui che addestra Daichi e Misora. Una sua abilità particolare, è quella di riuscire a fiutare il potere spirituale attivo di un blazer fino a 50 metri di distanza. Utilizza inoltre il Mysticker Blast Plus che fa esplodere tutto quello che tocca.
- Yuyuka è una ragazzina che vive insieme a Tenjiku. Ha un comportamento infantile ed è sempre alla ricerca di un ragazzo, lo dimostra il fatto che continua a tormentare Daichi. Lei è una collezionista di Mysticker rari, nel suo nascondiglio, tiene varie teche con i Mysticker più interessanti e più forti esposti. Nonostante il suo comportamento infantile e ostile nei confronti di Misora alla fine le regala Tengoku. Al contrario delle apparenze, sembra una blazer esperta in battaglia.
- Yaiba è un Guardian della sezione XI. Era un amico del defunto Jin e per questo partecipa alla corsa insieme a Daichi per scoprire come sia morto l'amico. Usa il Mysticker Gallatin che fa apparire una spada bianca, e Sleipnir, un cavallo alato.

## Nemici
- Nanba è un blazer alla caccia di Daichi. Lavora per la misteriosa organizzazione Kirin-kai che gli ha ordinato di portargli Daichi vivo. Mentre sta per catturarlo, fa la sua apparizione Ginga. Riesce a sconfiggerlo e a teletrasportarlo via con un Mysticker modello Cambiamento Dimensionale. Nonostante abbia sconfitto Ginga, Nanba viene sconfitto da Daichi grazie al dono del fratello: Kandachi. Di natura violenta, si diverte a fare del male alle persone, soprattutto a coloro che non sono dei Blazers.
- Yuma è un Nora-bure (Blazer randagio) che ha rubato Testarossa al II Distretto. Ha un tatuaggio a fiamma sull'occhio sinistro e ha un braccio destro sovrasviluppato che gli serve per poter utilizzare al meglio il suo Mysticker. È un amante del baseball, infatti porta una giacca e un cappellino da giocatore, e lancia la sua Metal Ball proprio come un giocatore professionista. Beast è il suo capo, infatti doveva consegnare a lui Testarossa, ma si imbatte in Daichi e viene sconfitto perdendo il raro Mysticker.
- Beast è un Nora-bure (Blazer randagio) molto ricercato, doveva ricevere Testarossa da Yuma, ma ha dovuto affrontare i due Guardians Daichi e Shiro. Nel combattimento dimostra di avere una forza spropositata, e sembra davvero imbattibile; ma i due ragazzi, unendo le forze, riescono a sconfiggerlo nonostante egli abbia usato il suo mysticker per trasformarsi in un uomo-tigre, Tiger Jack, rendendolo ancora più forte. Alla fine, anche se sconfitto e malconcio, riesce a fuggire.
- Kaine è un blazer del Kirin-Kai. È un ribelle, perciò obbedisce agli ordini solo quando ne ha voglia. Il suo obiettivo è ottenere il misterioso potere di Daichi, ecco perché lo sfida in battaglia. Kaine sembra avere un passato molto difficile che gli ricorda la morte della sorella. Il suo passato rimane ancora misterioso, ma sembra averlo segnato profondamente. È fermamente convinto di non potersi fidare di nessuno, ecco perché odia tutti, ma Daichi gli dimostra il contrario battendolo. Odia il suono del cuore di Daichi, e si rifugia solo nella propria musica che usa anche come arma contro gli altri. Possiede il Mysticker Jimmy con quale fa apparire una chitarra elettrica che usa per attaccare con colpi sonori l'avversario.
- Danji è un blazer del Kirin-Kai. La sua voce ha un volume sempre altissimo, tanto che urla sempre in ogni momento. Ai piedi indossa sempre dei pattini, che gli velocizzano la corsa. Danji odia le donne, le considera inferiori, deboli e inette. Nel combattimento con Misora però ha la peggio, e viene subito smentito dalla ragazza. Usa il Mysticker Kabuki con la proprietà del vento, e per combattere invoca delle zanzare il cui ronzio è molto simile al suo tono di voce.
- Neil è una blazer del Kirin-Kai. Ha le caratteristiche fisiche di un gatto: fisicamente è molto simile e ha degli atteggiamenti di un felino, ha le unghie molto lunghe ed affilate, la forma dei capelli fa sembrare che abbia due orecchie da gatto, e il suo Mysticker, Vicious Cat, la trasforma proprio in un mostro felino. Neil, nonostante sia malvagia, è molto sexy, ecco perché Tenjiku non può nulla contro di lei; ma quando Neil fa l'errore di trasformarsi completamente in un mostro felino gigante non può nulla contro il porcospino e viene sconfitta.
- Shuga è una delle cinque colonne del Kirin-kai, infatti possiede anche uno dei 5 Mysticker leggendari, il Black Kakutan. Ha il corpo pieno di piercing per sfruttare al meglio il potere del suo Mysticker che gli permette, manipolando le ombre, di attaccare con degli aculei oscuri e di crearsi un'armatura come protezione. Prova piacere nel far soffrire gli altri, ma alla fine viene sconfitto da Kuroki e si dilegua nel nulla, consumato dal potere del suo stesso Mysticker.
- Sumiya è una delle cinque colonne del Kirin-kai, infatti possiede anche uno dei 5 Mysticker leggendari, il Crimson Enku. All'apparenza sembra un comune salaryman ma in realtà è quello che più trama nell'ombra. Sfrutta Kaine come cavia per alcuni esperimenti per svelare il segreto del potere di Daichi. Il suo potere di fuoco è in grado di sciogliere il ghiaccio eterno del Mysticker Blue Shouko di Murasaki Shikibu.
- Akashikibu/Murasaki Shikibu è una delle cinque colonne del Kirin-kai, infatti possiede anche uno dei 5 Mysticker leggendari, il Blue Shouko. Si finge una famosa indovina di nome Akashikibu che lavora nel Pink Paradise. Grazie al suo travestimento inganna e cattura Misora e fa cadere in trappola Daichi. Misora però riesce a sconfiggerla grazie al fuoco del drago creato con il suo Mysticker Tengoku e alla fine anche Murasaki, come Shuga, muore consumata dal suo stesso potere.
- Mitoni è una delle cinque colonne del Kirin-kai, infatti possiede anche uno dei 5 Mysticker leggendari, il "White Sakumei". È un ragazzo che è sempre a giocare con i videogiochi, e combatterà contro Daichi in questo modo.
- Makiura è una delle cinque colonne del Kirin-kai nonché capo, infatti possiede uno dei 5 Mysticker leggendari, il "Yellow Kirin".

## Volumi
| Nº | Data di prima pubblicazione | Data di prima pubblicazione | Data di prima pubblicazione | Data di prima pubblicazione |
| Nº | Giapponese                  | Giapponese                  | Italiano                    | Italiano                    |
| -- | --------------------------- | --------------------------- | --------------------------- | --------------------------- |
| 1  | 4 agosto 2008               | ISBN 978-4-06-380002-9      | 20 settembre 2009           | ISBN 978-88-6468-190-0      |
| 2  | 4 dicembre 2008             | ISBN 978-4-06-380018-0      | 22 novembre 2009            | ISBN 978-88-6468-191-7      |
| 3  | 4 marzo 2009                | ISBN 978-4-06-380032-6      | 30 gennaio 2010             | ISBN 978-88-6468-192-4      |
| 4  | 3 luglio 2009               | ISBN 978-4-06-380056-2      | 7 marzo 2010                | ISBN 978-88-6468-193-1      |
| 5  | 4 novembre 2009             | ISBN 978-4-06-380075-3      | 30 maggio 2010              | ISBN 978-88-6468-194-8      |
| 6  | 4 marzo 2010                | ISBN 978-4-06-380092-0      | 31 ottobre 2010             | ISBN 978-88-6468-195-5      |
| 7  | 2 luglio 2010               | ISBN 978-4-06-380112-5      | 27 febbraio 2011            | ISBN 978-88-6468-196-2      |
| 8  | 11 novembre 2010            | ISBN 978-4-06-380134-7      | 30 giugno 2011              | ISBN 978-88-6468-197-9      |
| 9  | 4 marzo 2011                | ISBN 978-4-06-380153-8      | 24 settembre 2011           | ISBN 978-88-6468-435-2      |

## Trival

Logo del videogioco

Circa sei mesi prima di cominciare il primo capitolo del manga, Seishi Kishimoto aveva ideato una storia che si può considerare come il prototipo di Blazer Drive, intitolata Trival (in giapponese la "v" e la "b" vengono scritte con lo stesso carattere, quindi si potrebbe anche leggere Tribal). In questa breve storia il protagonista non è Daichi, bensì Kuroki, che compare ugualmente in Blazer Drive, ma non svolge di sicuro il ruolo principale. Inoltre anche la Tokio che fa da cornice al racconto differisce leggermente, dal momento che le vicende non si svolgono nel futuro ma in un mondo contemporaneo. I Mysticker in questo raccontino vengono chiamati Mistiker e, a differenza di Blazer Drive, in Trival gli adesivi non sono caratterizzati da elementi specifici, ma da particolari disegni che accomunano varie proprietà. 
La storia, che vede, come già accennato precedentemente, come protagonista Kuroki inizia con l'apparizione di un ragazzino di nome Taito che, pur di guadagnare qualcosa per lui e per sua sorella, Maki, rimasti senza genitori sin da piccoli, si spaccia per un trival molto noto di nome Necro, ricordato per un teschio tatuato sul volto. Dapprima Taito incontra Kuroki per derubarlo, anche se con scarsi risultati; successivamente, però, entrambi si ritrovano in un altro contesto, trovando così il modo di conoscersi e di parlare. Il sogno di Taito era diventare un vero trival per essere potente e per poter fare tutto ciò che vuole, ma Kuroki non la pensa affatto così, reputando più giusto utilizzare questa abilità per proteggere qualcuno o qualcosa a cui si tiene molto. 
Sfortunatamente dopo quest'incontro Taito si trova davanti, durante uno dei suoi imbrogli, ad un vero trival che aveva come obiettivo proprio un trival forte come Necro per testare la propria forza, e così si scatena sul ragazzo. Quasi sul punto di morte Taito viene salvato da Kuroki che si scopre essere Necro e che unendo il suo mistiker Necromancer ad uno ultra-raro trovato in precedenza crea un mistiker weapon di potenza strabiliante e sconfiggendo, di conseguenza, l'avversario. Alla fine Kuroki saluta Taito ricordandogli di diventare forte solo per proteggere e mai per sfoggiare il proprio potere, lasciandogli anche in regalo un mistiker con elemento fuoco potenziato.